# Nova Moca
 Fundir con Nova Moça
Nova Moca é uma aldeia de São Tomé e Príncipe, localiza-se no distrito de Mé-Zóchi, ilha de São Tomé, próxima às localidades de Monte Café, São José, Bom Sucesso, São João e Saudade.